# Neotinea
Neotinea  Rchb.f., 1850 è un genere di piante appartenente alla famiglia delle Orchidacee.
Il nome del genere è un omaggio al botanico siciliano Vincenzo Tineo (1791 - 1856).

## Tassonomia
Ritenuto in passato un genere monospecifico, cui era attribuita la sola N. maculata, comprende attualmente le seguenti specie:
- Neotinea commutata (Tod.) R.M. Bateman., 2003
- Neotinea conica (Willd.) R.M.Bateman, 2003
- Neotinea lactea (Poir.) R.M. Bateman, Pridgeon & Chase , 1997
- Neotinea maculata (Desf.) Stearn, 1975
- Neotinea tridentata (Scop.) R.M. Bateman, Pridgeon & Chase, 1997
- Neotinea ustulata (L.) R.M. Bateman, Pridgeon & Chase, 1997
  - Neotinea ustulata var. aestivalis (Kumpel) Tali, Fay, Bateman, 2006

## Distribuzione e habitat
Il genere Neotinea è diffuso in Europa, Nord Africa, Asia minore e Caucaso.
In Italia sono presenti tutte le entità succitate tranne N. conica.